# Rhodesia Settentrionale ai Giochi della XVIII Olimpiade
La Rhodesia Settentrionale partecipò ai Giochi della XVIII Olimpiade, svoltisi a Tokyo dal 10 al 24 ottobre 1964, con una delegazione di 13 atleti impegnati in 5 discipline per un totale di 13 competizioni.
Fu la prima partecipazione di questo paese ai Giochi e l'unica con questa denominazione: dall'edizione successiva, infatti, assunse il nome Zambia. Non furono conquistate medaglie.